# Сантьягу
Сантья́гу — найбільший острів з архіпелагу Кабо-Верде, на якому розташована столиця країни — Прая.

## Географія
Його розміри — 50х24 км. Площа становить 991 км². Населення становить приблизно 250 тис. осіб. Найвища точка острова — пік Санту-Антоніу (1392 м).
На острові вирощують тропічні фрукти — банан, папая, манго, фінік, кокос тощо. За рослинне багатство острів Сантьягу часто називають хлібним кошиком архіпелагу Кабо-Верде. Тут, в оточенні евкаліптового лісу, розташований унікальний природний парк з баобабами і драконовими деревами віком кілька сотень років. Тут росте найбільший у світі баобаб. Природний парк розміщений по дорозі з Праї в Таррафал за три кілометри від міста Ассамада.
2015 року вчені, які проводять розкопки на острові Сантьягу, припустили що він зазнав удару мегацунамі 73 тис. років тому, яке було викликане вибуховим виверженням вулкана Фогу, який розміщений на відстані 50 кілометрів від острова. Потужності хвилі додав обвал стінок вулкана. За загальним підрахунками вчених, висота хвилі становила 170 метрів. Маса деяких валунів, викинутих на круті береги Сантьягу під час палеоцунамі, становить понад 700 тонн. Вони лежать на висоті 200 метрів над рівнем моря.

## Історія
Перше португальське поселення з'явилось тут 1462 року. Перше поселення було збудоване генуезьким мореплавцем на португальській службі Антоніо да Нолі, який побудував у південній частині острова перше укріплене поселення Рібейра-Гранді (Ribeira Grande) (сучасне місто Сідаде-Велья — порт. Cidade Velha, «старе місто»). Сідаде-Велья став першим містом в світі, побудованим європейцями в тропічних широтах. 1533 року тут з'явився собор і перша католицька парафія. Острів був перевалочним пунктом усіх подорожей з Європи до Африки та Америки. Протягом тривалого часу Сідаде-Велья залишався ключовим морським портом на роздоріжжі Африки, Америки, Європи та Індії, в якому суду поповнювали свої запаси продовольства і прісної води, і слугував перевалочним пунктом для рабів, вивезених з Африки на плантації Південної Америки.
Над містом височить фортеця Св. Філіпа (Fortaleza de São Filipe), яка захищала місто від нападів піратів. Знаменитий сер Френсіс Дрейк безуспішно намагався заволодіти фортецею 1585 року. Поступово навколо Сідаде-Велья на всьому острові Сантьягу виникали нові поселення (São Domingos, Assomada, Tarrafal, Pedra Badejo, Calheta).

16 січня 1832 року острів відвідав корабель «Бігль» з Чарльзом Дарвіном на борту. Дарвін оглянув острів та описав його геологію і рельєф:
|  | З моря околиці Порто-Праї виглядають пустельними. Вулканічний вогонь минулих століть і бурхлива спека тропічного сонця зробили ґрунт у багатьох місцях непридатним для рослинності. Місцевість поступово піднімається пласкими виступами, за якими розкидані то там, то сям конічні пагорби із затупленими вершинами, а на горизонті тягнеться неправильний ланцюг більш високих гір ... |

Столиця держави Кабо-Верде місто Прая (Praia) розташована за 13 км на схід від Сідаде-Велья.
23 жовтня 2005 року в Праї рейсом Лісабон — Прая був урочисто відкритий другий у країні (після острова Саль) міжнародний аеропорт (найбільший міжнародний аеропорт країни), який з'єднав її з європейськими містами.

## Населені пункти
- Ассумада
- Кальєта-де-Сан-Мігел
- Канселу
- Педру-Бадеха
- Пікуш
- Прая
- Прая-Баїкшу
- Рібейра-да-Барка
- Рібейра-да-Прата
- Руї-Важ
- Сан-Домінгус
- Сан-Франсішку
- Сідаде-Велья
- Таррафал
- Чан-Бом

## Адміністративний поділ
| Острів   | Муніципалітет              | Спільнота                |
| -------- | -------------------------- | ------------------------ |
| Сантьягу | Прая                       | Носса-Сеньйора-да-Граса  |
| Сантьягу | Сан-Домінгус               | Носса-Сеньйора-да-Луш    |
| Сантьягу | Сан-Домінгус               | Сан-Ніколау-Толентіну    |
| Сантьягу | Санта-Катаріна             | Санта-Катаріна           |
| Сантьягу | Сан-Сальвадор-Мунду        | Сан-Сальвадор-Мунду      |
| Сантьягу | Санта-Круж                 | Сантьягу-Майор           |
| Сантьягу | Сан-Лореншу-душ-Оргауш     | Сан-Лореншу-душ-Оргауш   |
| Сантьягу | Рібейра-Гранде-де-Сантьягу | Сантіссіму-Номе-де-Жесуш |
| Сантьягу | Рібейра-Гранде-де-Сантьягу | Сан-Жуан-Батішта         |
| Сантьягу | Сан-Мігел                  | Сан-Мігел-Арканжу        |
| Сантьягу | Таррафал                   | Санту-Амару-Абаде        |